# Christina Bock
Christina Bock (geboren 1986 in Thüringen) ist eine deutsche Opernsängerin der Stimmlage Mezzosopran. Sie gehörte ab 2014 dem Ensemble der Dresdner Semperoper an und wechselte mit der Spielzeit 2021/22 an die Wiener Staatsoper.

## Leben und Werk
Christina Bock studierte an der Hochschule für Musik und Theater Felix Mendelssohn Bartholdy in Leipzig und an der Hochschule für Musik in Karlsruhe. Seit 2013 wird sie von Charlotte Lehmann gesangspädagogisch betreut. Sie war Stipendiatin des Richard-Wagner-Verbandes Leipzig und Preisträgerin des Arnold Schönberg Centers in Wien. Nach einem Festengagement am Badischen Staatstheater Karlsruhe wurde sie mit Beginn der Spielzeit 2014–15 als Ensemblemitglied an die Semperoper in Dresden verpflichtet. In Dresden konnte sie sich ein breites Repertoire erarbeiten, welches vom Barock bis in die Gegenwart reicht, klassische Hosenrollen umfasst, wie Cherubino, Nicklausse, Prinz Orlofsky, Hänsel und Octavian, und auch Ausflüge in die Operette. In der Europäischen Erstaufführung The Great Gatsby am 6. Dezember 2015 in Dresden übernahm sie die Rolle der Jordan Baker, einer Golfspielerin. Im Juni und Juli 2017 verkörperte sie an ihrem Stammhaus die Lisa in der selten gespielten Oper Die Passagierin von Mieczysław Weinberg. Die Sängerin gastiert zunehmend an bedeutenden Bühnen Europas. Im Theater Freiburg übernahm sie erfolgreich die Titelpartie in Emmerich Kálmáns Csárdásfürstin. Bei den Salzburger Osterfestspielen 2017 sang sie die Waltraute in Walküre, es dirigierte Christian Thielemann. Bei den Bregenzer Festspiele 2018 debütierte sie als Bernardo in der deutschsprachigen Erstaufführung von Berthold Goldschmidts Beatrice Cenci. Seit 2018 gastiert sie auch am Royal Opera House Covent Garden in London, als Page der Herodias sowie als Wellgunde in Rheingold und Götterdämmerung. Ihr Debüt an der Opéra National de Paris als Zweite Dame in der Zauberflöte fiel der COVID-19-Pandemie zum Opfer. Besondere Zustimmung errang sie im Mai 2021 in Monteverdis L’incoronazione di Poppea an der Wiener Staatsoper. Mit dem Ensemble dieses Hauses soll sie auch als Octavian in Japan gastieren.
Christina Bock ist auch als Konzertsängerin tätig. Seit 2013 arbeitet sie mit dem Raschèr Saxophone Quartett zusammen, 2017 gründete sie das énsemble épique. Außerdem sang sie regelmäßig bei den Kammerabenden der Sächsischen Staatskapelle Dresden und dem Kammermusik Festival Klassik Krumbach.

## Rollen (Auswahl)

### Uraufführung
- Die Brüder Löwenherz von Helmut Oehring, Dresden, 14. März 2015 (Jonathan)

### Repertoire
| Bizet: - Titelpartie in Carmen Britten - Bianca in The Rape of Lucretia Goldschmidt: - Bernardo in Beatrice Cenci Gounod: - Siébel in Faust Händel: - Sesto Pompeo in Giulio Cesare in Egitto Harbison: - Jordan Baker in The Great Gatsby Engelbert Humperdinck: - Hänsel und Sandmännchen in Hänsel und Gretel - Die Wirtstochter in Königskinder Künneke: - Hannchen in Der Vetter aus Dingsda Mascagni: - Lola in Cavalleria rusticana Monteverdi: - Ottavia in L’incoronazione di Poppea - Messaggiera und Proserpina in L’Orfeo Mozart: - Cherubino in Le nozze di Figaro - Zerline im Don Giovanni - Zweite und Dritte Dame in der Zauberflöte |  | Offenbach: - Isaure in Barbe-bleue - Nicklausse in Les contes d’Hoffmann Puccini: - Suzy in La rondine Ravel: - L’enfant in L’enfant et les sortilèges Johann Strauß jr.: - Prinz Orlofsky in Die Fledermaus Richard Strauss: - Page der Herodias in Salome - Octavian in Der Rosenkavalier - Dryade in Ariadne auf Naxos Verdi: - Fenena in Nabucco - Giovanna in Rigoletto - Annina in La traviata - Preziosilla in La forza del destino Wagner: - Vierter Edelknabe im Lohengrin - Wellgunde in Das Rheingold - Waltraute in Die Walküre - Wellgunde in Götterdämmerung Weinberg: - Vlasta und Lisa in Die Passagierin |